# 2153 Акіяма
2153 Акіяма (1978 XD, 1955 UQ1, 1972 YA, 1973 AK3, 1977 VW, 1979 FS, 2153 Akiyama) — астероїд головного поясу.
Тіссеранів параметр щодо Юпітера — 3,197.